# Грушевский, Сергей Фёдорович
Серге́й Фёдорович Груше́вский (7 [19] октября 1830, Чигирин — 27 января [9 февраля] 1901], Владикавказ) — русский педагог, профессор русской словесности, организатор народного образования, публицист, действительный статский советник, меценат. Отец украинского историка и политического деятеля Михаила Грушевского, Александра Грушевского, Анны Шамрай-Грушевской.

## Биография
Родился 7 (19) октября 1830 года в Чигирине, в семье дьякона Федора Васильевича Грушевского и его жены Марии Ботвиновской, дочери священнослужителя. Детство провёл в селе Лесники Киевского уезда, куда перебрался отец, став священником Преображенской церкви.
Учился в Киево-Подольском духовном училище и Киевской духовной семинарии (1844—1855) (впоследствии, по его завещанию, для учащихся этих учебных заведений были учреждены стипендии его имени), Киевской духовной академии (1855—1859).
Был профессором словесности в Полтавской духовной семинарии (1859—1860) и профессором по классу Священного Писания в Киевской духовной семинарии (1860—1865). Одновременно занимался этнографическими и историческими исследованиями, часть из которых опубликовал в еженедельнике «Руководство для сельских пастырей». Затем был назначен учителем русского языка и словесности в Холмской русско-греко-униатской гимназии (1865), преподавал в Холмском женском греко-униатском 6-классном училище (1866) и Ломжинской мужской классической гимназии (1868). С 1867 года был инспектором Холмских российских педагогических курсов.
Затем продолжил службу на Кавказе, где вначале служил учителем Кутаисской классической гимназии (1869—1870); затем — инспектор (1870—1876) и директор (1876—1878) народных училищ Ставропольской губернии и директор народных училищ Терской области (1878—1901).
Получил чин действительного статского советника 26 декабря 1884 года. Был награждён орденами Св. Станислава 1-й ст. (1891), Св. Анны 2-й ст. (1874), Св. Владимира 3-й ст. (1880).
Умер 27 января (9 февраля) 1901 года во Владикавказе.

## Труды
- Первая учебная книга церковно-славянского языка: Для учеников нач. училищ : (Церковнослав. метод. расположенная азбука и первая после азбуки книга для церковнослав. чтения) / Сост. С. Ф. Грушевский. — Киев, 1872; (22-е изд. — Москва: Синод. тип., 1892. — [4], 184 с.)
- О воскресных и вечерних школах для взрослых: Для учителей нач. уч-щ, а также для учреждений и лиц, заинтерес. делом нач. нар. образования / Сост. дир. нар. уч-щ С. Ф. Грушевский. — 2-е изд., знач. передел. — Киев: тип. В. Давиденко, 1876. — 42 с.